# Wiktor Ruban
Wiktor Hennadijowytsch Ruban (ukrainisch Віктор Геннадійович Рубан; * 24. Mai 1981 in Charkiw, Ukrainische SSR) ist ein ukrainischer Bogenschütze in der olympischen Disziplin Recurve.
Wiktor Ruban gehörte zu der ukrainischen Mannschaft, die bei den Olympischen Spielen 2004 in Athen die im kleinen Finale gegen das Team der USA die Bronzemedaille erringen konnte. Im Einzelwettbewerb kam er auf den 13. Platz. Im Jahr nach den Spielen wurde er mit seinem Team bei der Weltmeisterschaft in Madrid Vierter, im Einzel wurde er Achter. Zwei Jahre später bei der WM in Leipzig erreichte Ruban mit dem Team Platz sieben, im Einzel erreichte er nur Rang 21.
Vor den Olympischen Spielen 2008 in Peking gewann Ruban in Boé einen Wettbewerb im Rahmen des Weltcups. Bei den Spielen verpasste er zunächst mit der Mannschaft als Vierter im kleinen Finale gegen China eine erneute Bronzemedaille mit der Mannschaft. Völlig überraschend kämpfte er sich beim Einzelwettbewerb bis ins Finale vor. Dort konnte er sich mit 113-112 Ringen gegen den zweifachen Mannschafts-Olympiasieger Park Kyung-mo aus Südkorea durchsetzen.